# Relation virtuelle

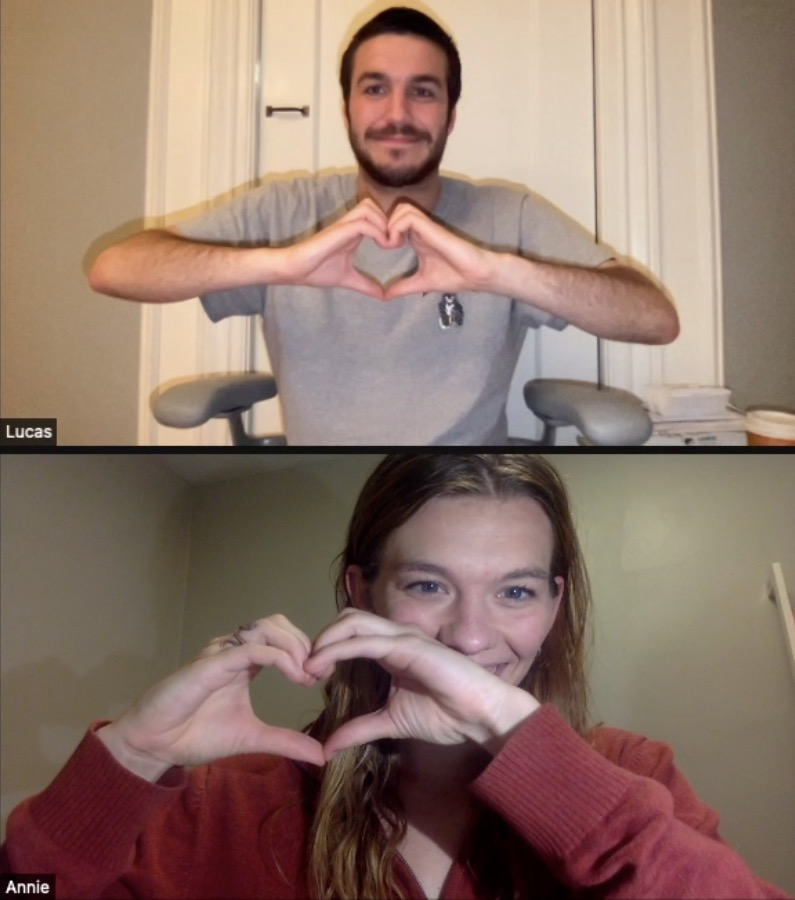
Une relation amoureuse virtuelle : un jeune couple hétérosexuel faisant le signe « cœur » par visioconférence.

Une relation virtuelle, en ligne ou sur Internet est une relation amoureuse ou amicale, généralement à distance, issue d'une rencontre via Internet et se déroulant en majorité sur ce réseau.

## Typologie

### Relation amoureuse
,,,,

### Relation amicale
,,,

## Mode d'action
Les relations virtuelles ont lieu au départ sur un forum de discussion puis sur un réseau social ces dernières années.
Selon le sociologue Pascal Lardellier, il existe de nos jours une « porosité [qui s’opère depuis quelques années entre tous les réseaux sociaux] », ajoutant qu'à « une époque, entre 2005 et 2018 environ, où à chaque réseau social correspondait un usage, une finalité : la drague, le réseautage professionnel, la scénarisation de la vie privée. Depuis peu, cette étanchéité s’efface : l’on n’est plus là uniquement pour le boulot, la famille ou la drague, tout est réversible. On peut se faire des amis ou draguer sur des plateformes dont ce n’était ainsi pas le but originel ».
En parallèle, dans le contexte des confinements de 2020 lors de la pandémie de Covid-19, les réseaux sociaux ont pris une place de plus en plus importante dans les rencontres amoureuses,.
Selon un rapport de Meta daté de décembre 2022, « la génération Z prévoit d'utiliser des plateformes comme Instagram pour les rencontres et les connexions » et que « l'époque où l'on glissait sans cesse sur les applications de rencontre est révolue ».
Sur les réseaux sociaux, comme Facebook ou Instagram, le plus souvent la relation débute par des likes avant que la personne n'envoie un message privé, et dans certains cas la personne envoie directement. Particulièrement sur Instagram, souvent les interactions réciproques se caractérisent par des échanges de likes et de commentaires sous une publication, avant de passer en privé. Par ailleurs, certaines personnes publient leurs meilleures photos sur le réseau social dans le but de séduire et de se faire contacter.